# Пятино (Ленинградская область)
Пятино — деревня в Ефимовском городском поселении Бокситогорского района Ленинградской области.

## История
Деревня Петино упоминается на карте Новгородского наместничества 1792 года А. М. Вильбрехта.

УСАДИЩЕ-ПЯТИНО — деревня Емельяновского общества, прихода Койгушского погоста. Озеро Безымянное.

Крестьянских дворов — 10. Строений — 15, в том числе жилых — 10. Жители — свободные хлебопашцы.

Число жителей по семейным спискам 1879 г.: 23 м. п., 23 ж. п.; по приходским сведениям 1879 г.: 29 м. п., 26 ж. п.

В конце XIX — начале XX века деревня административно относилась к Борисовщинской волости 5-го земского участка 3-го стана Тихвинского уезда Новгородской губернии.

УСАДИЩЕ ПЯТИНО — деревня Емельяновского общества, дворов — 16, жилых домов — 16, число жителей: 51 м. п., 51 ж. п.
 
Занятия жителей — земледелие. Озеро Пятино. (1910 год)

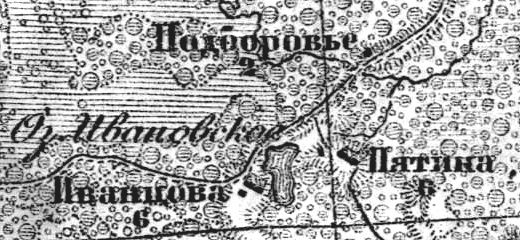
Деревня Пятино на карте 1917 года

Согласно военно-топографической карте Новгородской губернии издания 1917 года деревня называлась Пятина и состояла из 6 крестьянских дворов.
С 1917 по 1918 год деревня называлась Пятино-Иванцево и входила в состав Борисовщинской волости Тихвинского уезда Новгородской губернии. 
С 1918 года, в составе Череповецкой губернии.
С 1927 года, в составе Абрамогорского сельсовета Ефимовского района.
В 1928 году население деревни составляло 135 человек.
По данным 1933 года деревня называлась Петино и входила в состав Абрамовогорского вепсского национального сельсовета Ефимовского района, кроме того в том же сельсовете числилась деревня Усадище Петино.
С 1965 года, в составе Бокситогорского района.
По данным 1966 и 1973 годов деревня Пятино входила в состав Абрамогорского сельсовета.
По данным 1990 года деревня Пятино входила в состав Радогощинского сельсовета.
В 1997 году в деревне Пятино Радогощинской волости проживали 8 человек, в 2002 году — 9 человек (русские — 89 %).
В 2007 году в деревне Пятино Радогощинского СП проживали 6 человек, в 2010 году — 3, в 2015 году — 1 человек.
В мае 2019 года Радогощинское сельское поселение вошло в состав Ефимовского городского поселения.

## География
Деревня расположена в северо-восточной части района на автодороге 41К-032 (Заголодно — Ефимовский — Радогощь).
Расстояние до деревни Радогощь — 14 км.
Расстояние до ближайшей железнодорожной станции Ефимовская — 28 км.
На восточной окраине деревни находится озеро. К северу от деревни протекает река Остречка.

## Демография
| 1997 | 2002 | 2007 | 2010 | 2017 |
| ---- | ---- | ---- | ---- | ---- |
| 8    | ↗9   | ↘6   | ↘3   | →3   |

## Инфраструктура
На 1 января 2017 года в деревне было зарегистрировано: домохозяйств — 2, проживающих постоянно — 3 человека.